# Sigirino
Sigirino est une localité et une ancienne commune suisse du canton du Tessin, située dans la commune de Monteceneri.

Photo aérienne (1946).